# Lili Bleeker
Pour les articles homonymes, voir Bleeker (homonymie).
Caroline Emilie "Lili" Bleeker (17 janvier 1897 – 12 novembre 1985) est une physicienne néerlandaise connue pour son travail sur la conception et la fabrication d'instruments scientifiques.

## Biographie

### Jeunesse
Lili Bleeker est née en 1897. C'est la plus jeune des 5 enfants de Jean Lambert Bleeker et Martha Gerhardina Döhne. Elle grandit dans la ville néerlandaise de Middelburg aux Pays-Bas où elle étudie au Lycée Lange Sint à Pietersstraat. Sa mère la décourage de poursuivre des études universitaires et Bleeker se tourne d'abord vers l'enseignement dans une école secondaire pour filles. Ce n'est que plus tard qu'elle joint l'université d'Utrecht. De 1919 à 1926, elle est assistante au laboratoire du département de physique à Utrecht. Le 1er janvier 1926, elle est nommée en tant qu'unique assistante. Elle obtient son doctorat en physique de l'université d'Utrecht avec sa thèse sur les spectres des alcaloïdes,.

### Carrière
Après l'obtention de son doctorat, Bleeker démarre une entreprise de consultation qui se développe rapidement. En 1930, Bleaker ouvre une usine pour la construction d'équipement scientifique et optique. Jusqu'en 1936, la compagnie fait surtout de la manufacture d'équipement de laboratoire et d'instruments de mesure électrique de précision. Cependant, en 1936, Bleeker décide d'ouvrir un atelier optique et, en 1937, elle commence la production d'instruments optiques.  Sa production est à l'origine de l'industrie de l'optique aux Pays-Bas qui était précédemment inexistante. En 1938, Bleeker entreprend des négociations avec l'armée néerlandaise pour leur développer des jumelles. Toutefois, en 1940, les Pays-Bas entre dans la Seconde Guerre mondiale. Bleaker ne veut pas que son usine fournisse des jumelles à l'armée allemande et arrête alors la production. L'usine continue toutefois de développer des microscopes pour les universités néerlandaises et leurs étudiants. 
Pendant la guerre, Bleeker cache des citoyens juifs dans son usine. Éventuellement en 1944, quelqu'un avertit les autorités allemandes de son activité clandestine. Elle réussit tout de même à confondre les autorités et aide les juifs qu'elle cache à fuir. Elle doit cependant elle-même se cacher avec son mari jusqu'à la fin de la guerre  et son usine ferme. Après la guerre, Bleeker ouvre une nouvelle usine. Celle-ci sera la première au monde à fabriquer le microscope à contraste de phase inventé par le physicien néerlandais Frits Zernike, récipiendaire du Prix Nobel de physique.
Un bâtiment de l'université d'Utrecht (dans la section Uithof (en), le parc scientifique d'Utrecht) porte le nom de Bleeker : Caroline Bleekergebouw.